# Sok Sovan
Bản mẫu:Cambodian name
Sok Sovan (tiếng Khmer: សុខ សុវណ្ណ sinh ngày 5 tháng 4 năm 1992) là một cầu thủ bóng đá người Campuchia thi đấu ở vị trí hậu vệ cho Visakha và Đội tuyển bóng đá quốc gia Campuchia. Anh có màn ra mắt năm 2013 trong trận giao hữu với Guam.

## Danh hiệu

### Câu lạc bộ
Phnom Penh Crown
- Giải bóng đá vô địch quốc gia Campuchia: 2010, 2011
- Hun Sen Cup: 208, 2009
- Cúp Chủ tịch AFC 2011: Á quân

Boeung Ket Angkor
- Giải bóng đá vô địch quốc gia Campuchia: 2016;2017
- Mekong Club Championship 2015: Á quân